# Chorizococcus wilkeyi
Chorizococcus wilkeyi är en insektsart som beskrevs av Mckenzie 1960. Chorizococcus wilkeyi ingår i släktet Chorizococcus och familjen ullsköldlöss. Inga underarter finns listade i Catalogue of Life.